# Liste antiker Ortsnamen und geographischer Bezeichnungen/Ep
| Lateinischer Name             | Griechischer Name                   | Beschreibung | Heute                                                                                                 | Quellen und Verweise     | Lage |
| ----------------------------- | ----------------------------------- | --- | --- | ------------------------ | ---- |
| Epamanduodurum, Epamantadurum |                                     | Stadt in Gallien | Mandeure in Frankreich                                                                                | Smith;                   |      |
| Epanterii                     |                                     | Bergvolk in Ligurien | | RE; Smith;               |      |
| Epeiacum                      |                                     | | Whitley Castle                                                                                        | Smith;                   |      |
| Epeii                         |                                     | | | Smith;                   |      |
| Epeirus                       |                                     | siehe Epirus | |                          |      |
| Epeium                        |                                     | | | Smith;                   |      |
| Epetium                       |                                     | Ort in Dalmatien | südlich von Salona, bei Stobreč                                                                       | RE; Smith;               |      |
| Ephesus                       | Ἔφεσος (Ephesos)                    | Stadt in Ionien | in der Nähe von Selçuk an der türkischen Westküste                                                    | RE; Smith;               |      |
| Ephraim                       |                                     | einer der Zwölf Stämme Israels | | Smith (1);               |      |
| Ephraim                       | Ἐφραίμ (Ephraim)                    | Ort in Judäa | Taybeh in der Westbank, ca. 10 Kilometer östlich von Ramallah                                         | Joh 11.53-54; Smith (2); |      |
| Ephyra                        | Ἐφύρη (Ephyrē)                      | alter Name von Korinth | | Smith (1);               |      |
| Ephyra                        | Ἐφύρη (Ephyrē)                      | Stadt in Elis | | Smith (2);               |      |
| Ephyra                        | Ἐφύρη (Ephyrē)                      | Dorf in Sikyonia | | Smith (3);               |      |
| Ephyra                        | Ἐφύρη (Ephyrē)                      | Stadt in Thesprotia | Reste nördlich des heutigen Dorfes Mesopotamo und 4 km vom Dorf Ammoudia im Regionalbezirk Thesprotia | Smith (4);               |      |
| Ephyra                        | Ἐφύρη (Ephyrē)                      | Stadt in Thessalien | Krannonas im Regionalbezirk Larisa                                                                    | Smith (5);               |      |
| Ephyra                        | Ἐφύρη (Ephyrē)                      | Stadt in Ätolien | | Smith (6);               |      |
| Ephyra                        | Ἐφύρη (Ephyrē)                      | Insel der Kykladen | Andimilos                                                                                             | Smith (7);               |      |
| Epicnemidii Locri             |                                     | | | Smith;                   |      |
| Epictetus Phrygia             |                                     | | | Smith;                   |      |
| Epidamnus                     |                                     | siehe Dyrrhachium | |                          |      |
| Epidaurus                     | Ἐπίδαυρος (Epidauros)               | Stadt und Kultstätte des Asklepios in der Argolis                                                                                             | Epidavros in Griechenland                                                                             | RE; Smith;               |      |
| Epidaurus                     | Ἐπίδαυρος (Epidauros)               | Hafenstadt an der illyrischen Küste | Cavtat in Kroatien, 20 km südlich von Dubrovnik                                                       | Smith;                   |      |
| Epidaurus Limera              | Ἐπίδαυρος Λιμηρά (Epidauros Limēra) | Stadt an der Küste von Lakonien | in der Bucht von Palaia Monemvasia nördlich von Monemvasia                                            | RE; Smith;               |      |
| Epidelium                     | Ἐπιδήλιον                           | Ort an der Ostküste von Lakonien | | RE; Smith;               |      |
| Epidii                        |                                     | | | Smith;                   |      |
| Epidium                       |                                     | | | Smith;                   |      |
| Epieicia                      |                                     | | | Smith;                   |      |
| Epimaranitae                  |                                     | arabische Völkerschaft | | RE; Smith;               |      |
| Epiphaneia                    | Ἐπιφανεία (Epiphaneia)              | Stadt am Orontes | Hama in Syrien                                                                                        | RE; Smith;               |      |
| Epiphaneia                    | Ἐπιφανεία (Epiphaneia)              | Stadt in Kilikien, ursprünglich Oiniandos genannt                                                                                             | | RE; Smith (1);           |      |
| Epiphaneia                    | Ἐπιφανεία (Epiphaneia)              | Stadt am Euphrat, etwa 5 km nördlich von Zeugma                                                                                               | Tilbeş Hüyük in der Türkei                                                                            | RE;                      |      |
| Epiphaneia                    | Ἐπιφανεία (Epiphaneia)              | Stadt in Bithynien | | RE;                      |      |
| Epiphaneia                    |                                     | siehe Ecbatana | |                          |      |
| Epirus                        | Ἤπειρος (Ēpeiros)                   | Landschaft entlang der Küste des Ionischen Meeres vom Ambrakischen Golf im Süden bis zum Ceraunischen Gebirge bei Himara und Oricum im Norden | Südwesten der Balkanhalbinsel, teils zu Griechenland, teils zu Albanien gehörend                      | Smith;                   |      |
| Epitalium                     | Ἐπιτάλιον                           | Stadt in Triphylien | Epitalio                                                                                              | RE; Smith;               |      |
| Epoissum                      |                                     | Ort in Nordgallien | Carignan (Ardennes)                                                                                   | Smith;                   |      |
| Epomeus Mons                  |                                     | | | Smith;                   |      |
| Epora                         |                                     | | | Smith;                   |      |
| Eporedia                      | Ἐπορεδία (Eporedia)                 | Stadt in der Gallia cisalpina | Ivrea in der Provinz Turin                                                                            | Smith;                   |      |